# Robert William Pennak
Robert William Pennak est un zoologiste américain, né le 13 juin 1912 à Milwaukee et mort le 23 juin 2004 à Denver.

## Biographie
Grâce à l’enseignement d’un professeur de biologie, le jeune Pennak s’intéresse aux sciences. Il étudie à l’université du Milwaukee où il suit les cours de Chancey Juday (1871-1944) sur la limnologie et le plancton. Il achète alors son propre microscope et passe ses week-ends à étudier des échantillons de planctons qu’il récolte lui-même. En 1934, il obtient un Bachelor of Arts en biologie.
Juday lui propose en 1934 un poste de chercheur assistant au sein du Trout Lake Limnological Laboratory du service de recherche géologique et d’histoire naturelle de l’université, laboratoire fondée en juin 1925. Juday avait organisé quatre groupes de recherche extrêmement actifs (sur les poissons, la microbiologie, la chimie et le plancton). Ces groupes sont chargés d’échantillonner tous les dix jours dans divers lacs autour du laboratoire. Y participe notamment, malgré son âge avancé, le biologiste Edward Asahel Birge (1851-1950), spécialiste de la taxinomie des crustacés copépodes. Plusieurs élèves de Birge et de Juday deviendront des zoologistes réputés comme Ruby Bere (1900-1996), Nathan Fasten (1887-1953), David Grover Frey (1915-1992), Willis Lattaner Tressler (1903-1973) ou Stillman Wright (1898-1989).
Pennak rejoint l’équipe travaillant sur le plancton. En juin 1935, il obtient son Master of Sciences en zoologie. Le 7 septembre 1935, il se marie avec Alberta V. Pope. Il continue d’être l’assistant de Juday durant deux ans et passe son doctorat en juin 1938 avec une thèse sur l’écologie de la microfaune interstitielle notamment les copépodes, les rotifères et les tardigrades. Il reçoit le soutien du carcinologiste Charles Branch Wilson (1861-1941).
Il obtient un poste à l’université du Colorado en août 1938 ainsi qu’une bourse de l’American Philosophical Society. Pennak commence alors à étudier la faune d’eau douce peuplant les lacs du Colorado. Il fait paraître Fresh-Water Invertebrates of the United States (1953) et le Collegiate Dictionary of Zoology (1964).
Pennak participe à de nombreuses sociétés savantes comme l’American Society of Limnology and Oceanography (qu’il préside en 1963), l’American Microscopical Society (qu’il préside en 1956), la
Society of Systematic Zoology (qu’il préside en 1964), et l’American Zoological Society. Il prend sa retraite en 1974 mais continue de participe à la vie scientifique jusqu’en 1987. Il découvre, avec Donald Joseph Zinn (1911-1996), notamment la sous-classe des Mystacocarida.

## Source
- David M. Damkaer (2007). Robert William Pennak, 13 June 1912 – 23 June 2004, Monoculus, 48 : 7-9.